# Asesinato de Mariano Ferreyra
Mariano Ferreyra (3 de junio de 1987 - 20 de octubre de 2010) fue un dirigente de la Federación Universitaria de Buenos Aires (FUBA), militante del Partido Obrero desde los 13 años. En el año 2010 fue asesinado de un tiro en el pecho por un grupo de  afiliados a la Unión Ferroviaria en una manifestación de trabajadores tercerizados en la que se exigía el pase a la planta permanente en la Línea Roca.

## Biografía
Mariano Ferreyra se crio en Sarandí, en el partido de Avellaneda - zona sur del Gran Buenos Aires - donde vivía con sus padres y su hermana más chica. 
A los 13 años comenzó a militar en el Partido Obrero. Fue presidente del Centro de Estudiantes en la escuela secundaria donde estudió y fue candidato a consejero escolar de Avellaneda por el Partido Obrero.

## Asesinato

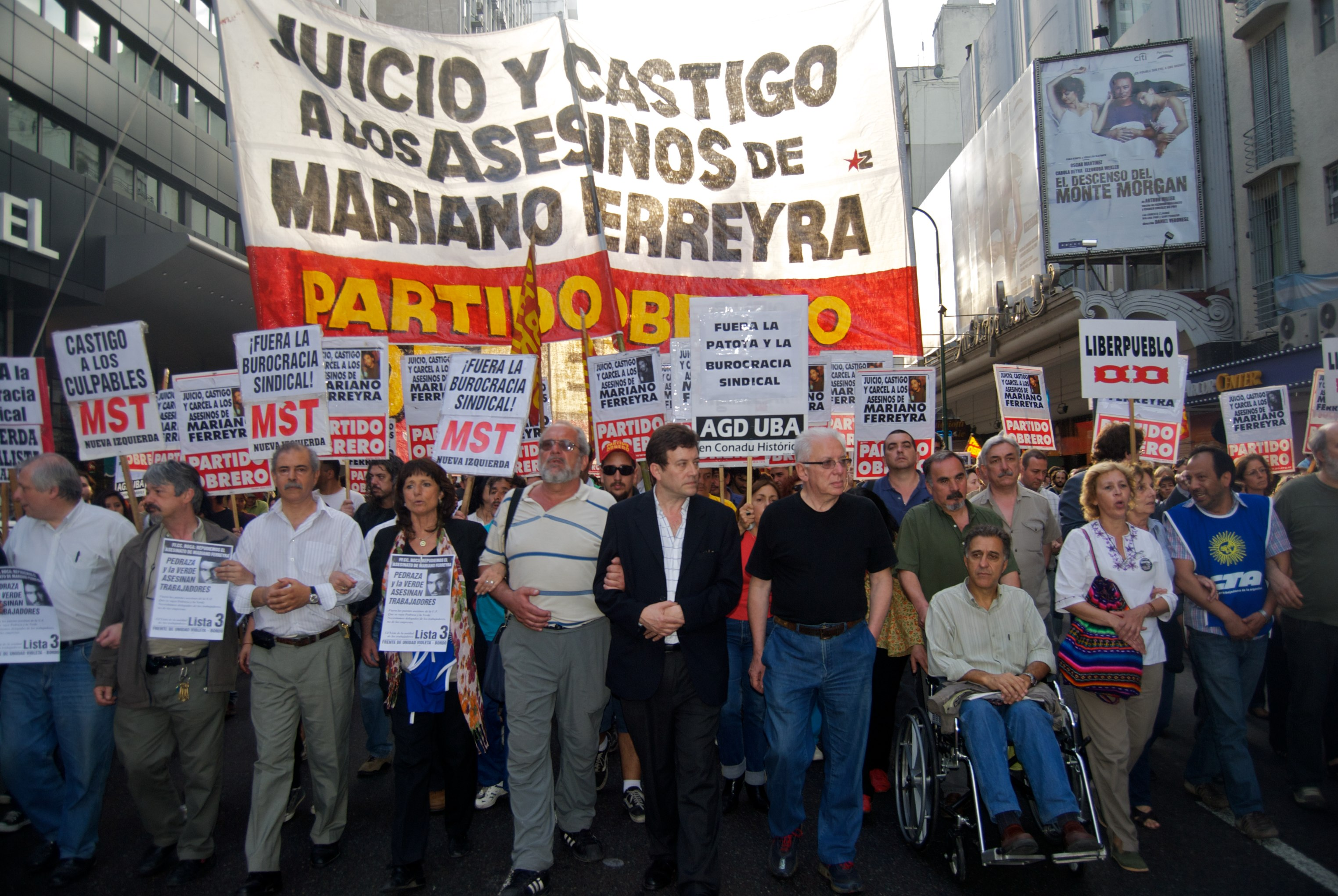
Cabecera de la movilización realizada un día después del crimen.

Estarcido de Mariano Ferreyra (2012).

El 20 de octubre de 2010, empleados ferroviarios tercerizados, junto a militantes del Partido Obrero (PO), el Movimiento Teresa Rodríguez (MTR) y otras organizaciones intentaron manifestarse en reclamo del pase a planta permanente y la reincorporación de trabajadores despedidos de distintas empresas que prestaban servicios para la de Unidad de Gestión Operativa Ferroviaria de Emergencia (UGOFE). Aproximadamente a las 11 de la mañana, antes de que los manifestantes pudieran ocupar las vías del Ferrocarril General Roca a la altura de la estación Avellaneda, un grupo de empleados pertenecientes a la Unión Ferroviaria se los impidió. A partir de este primer encuentro, la infantería de la Policía Bonaerense custodió el avance de los manifestantes por calles linderas a las vías hacia la ciudad de Buenos Aires, mientras que el grupo de sindicalistas insultando a los tercerizados, acompañados por la división Roca de la Policía Federal. 
Cerca de las 12, ya en la ciudad de Buenos Aires, los policías federales permanecían junto al grupo de la Unión Ferroviaria que en ese momento atacó con piedras y botellas a los manifestantes que intentaban llegar otra vez a las vías. Simultáneamente, los tercerizados eran reprimidos con balas de goma por la Bonaerense, que luego se retiró del lugar. 
Luego de estos sucesos, los manifestantes decidieron retirarse del lugar y mientras abandonaban el lugar por la calle Pedro Luján, el grupo de la Unión Ferroviaria descendió del terraplén y se dirigió hacia ellos, los móviles de la Federal apostados en la calle entre ambos grupos se movieron para permitir el paso de los atacantes. En este momento el grupo de los sindicalistas estaba conformado por alrededor de 100 personas, entre las que se encontraban diversos empleados de la Unión Ferroviaria y barrabravas de distintos clubes de fútbol. Este grupo había sido convocado el delegado gremial de la UF, Pablo Díaz. En este lugar se encontraba un móvil del canal de noticias C5N, con la periodista Gabriela Carchak, cubriendo  los  incidentes.
Aproximadamente a las 13:40 el grupo coordinado por Díaz avanzó contra los manifestantes que se encontraban abandonando el lugar, y el móvil de C5N fue acorralado por unas diez personas que los llevaron hacia la cabecera de la empresa de transporte Chevallier, obligándolos a que dejaran de filmar lo que estaba ocurriendo. 
Mientras el grupo arrojaba elementos contundentes contra los manifestantes, Gabriel Sánchez y Cristian Favale efectuaron repetidos disparos contra los manifestantes. Favale disparó hasta que se le trabó el arma y, cuando sucedió esto, se vanaglorió de haberle disparado a Ferreyra en el abdomen. Luego del ataque, las armas de fuego fueron ocultadas por otros miembros del grupo de Unión Ferroviaria.
Como consecuencia de los disparos, murió el joven de 23 años Mariano Ferreyra, y recibieron graves heridas Elsa Rodríguez, Nelson Aguirre y Ariel Benjamín Pintos.

### Juicio
Tras la muerte de Mariano, 14 personas recibieron sentencia.
El Tribunal Oral Criminal 21 de la Capital Federal condenó a 15 años de prisión al exsecretario de la Unión Ferroviaria, José Ángel Pedraza, al igual que a Juan Carlos Fernández por ser instigadores del crimen de Mariano Ferreyra, mientras que Cristian Daniel Favale y Gabriel Sánchez a 18 años como autores materiales de la muerte.
También fue condenado a 18 años de prisión Pablo Marcelo Díaz; a 11 años de prisión a Jorge Daniel González y Salvador Pipitó, y a 8 años de prisión Claudio Alcorcel.
Además se conoció la sentencia de 10 años de prisión para Luis Mansilla y Jorge Ferreyra, y 2 años de prisión de ejecución condicional a Hugo Lompizano, Luis Echavarría y Gastón Conti. David Villalba fue condenado al pago de una multa, y fueron absueltos Guillermo Uño, Juan Carlos Pérez y Rolando Garay.
La lectura de la sentencia, a cargo del presidente del Tribunal, Horacio Días, fue interrumpida para desalojar la sala tras algunos incidentes y manifestaciones que se originaron luego de conocerse la condena a parte de los acusados. A las afueras de los tribunales de Comodoro Py, en tanto, militantes de diversas organizaciones sociales protestaban por la sentencia.
La fiscal María Luz Jalbert y la querella del Centro de Estudios Legales y Sociales (CELS), que representa a la familia de Ferreyra, había pedido perpetua para Pedraza, Fernández, Favale y Sánchez y Díaz.
Pedraza, en sus últimas palabras durante el juicio, se declaró inocente. «Jamás promoví ni tuve nada que ver con el crimen de su hijo», le dijo a la madre del joven.

### Consideraciones sobre su asesinato
Correpi considera que el asesinato estuvo garantizado en su ejecución y retirada de los homicidas por la Policía Federal. Además agrega que se trató de un ejemplo de la «represión tercerizada», utilizada por los gobiernos para «hacerla más eficaz y con menos costo político que cuando directamente manda sus policías y gendarmes».

## Libros
- Rojas, Diego (2011). ¿Quién mató a Mariano Ferreyra?. Grupo Editorial Norma. ISBN 978-987-545-277-0.

- Rath, Christian (2011). Trabajadores, tercerización y burocracia sindical. El caso Mariano Ferreyra. Editorial Biblos. ISBN 978-950-786-943-3.

- AA.VV. (2013). Mariano Ferreyra. El diario del juicio. Editorial Rumbos.

## Homenajes
- El grupo Ojo Obrero realizó un festival de cortos llamado Videminutos por Mariano Ferreyra, en él se expusieron en el cine Gaumont de Buenos Aires una treintena de cortos, entre los que se destacaron los realizados por Enrique Piñeyro y el de Santiago Mitre junto a Mariano Llinás.

- El 4 de abril del 2013 se estrenó en los cines la película ¿Quién mató a Mariano Ferreyra?, basada en su libro homónimo.

- La calle lateral a la estación Avellaneda (hoy en día denominada Darío Santillán y Maximiliano Kosteki) fue renombrada con su nombre.